# Meniskus (anatomija)
Meniskus je polmesečasta vezivnohrustančna sklepna struktura, ki sklepno votlino v nasprotju s sklepnim diskusom predeljuje le delno. Je del kolena, ki se najpogosteje poškoduje. Pri ljudeh ga najdemo v kolenskem, akromioklavikularnem, sternoklavikularnem in temporomandibularnem sklepu ter v zapestju;  pri drugih živalih je lahko prisoten v drugih sklepih. 
Izraz meniskus se na splošno uporablja za kolenski hrustanec, in sicer za njegov lateralni (zunanji) ali medialni (notranji) meniskus. V obeh primerih gre za hrustančno tkivo, ki kolenu zagotavlja strukturno celovitost, ko je to napeto in obremenjeno s torzijo. Meniskusi so znani tudi kot »polmesečasti« hrustanci, kar se nanaša na njihovo polmesečasto obliko. 
Izraz meniskus izvira iz starogrške besede μηνίσκος (meniskos), kar pomeni polmesec.

## Zgradba
Kolenska meniskusa sta dve blazinici vezivnohrustančnega tkiva, ki služita razpršitvi trenja v kolenskem sklepu med golenjo (golenico) in stegnom (stegnenico). Zgoraj sta konkavna, spodaj pa ravna in tvorita sklep z golenico. Pritrjena sta na majhne vdolbine (fose) med kondili golenice (interkondilarna kotanja), v sredinskem delu pa sta prosta in se zožita v tanko ploščico. Pretok krvi v meniskusu poteka od obrobja (zunaj) do osrednjega meniskusa. S starostjo se pretok zmanjšuje in osrednji meniskus je v odrasli dobi brez žil, zato se ob poškodbi slabo celi. 

## Funkcija
Meniskusa razporejata težo telesa in zmanjšujeta trenje pri gibanju. To je drugače kot pri sezamoidnih kosteh, ki so zgrajene iz kostnine in je njihova glavna naloga zaščititi bližnjo kito in povečati njen mehanski učinek.

## Klinični pomen

### Poškodba
V športu in ortopediji včasih omenjajo »raztrgan hrustanec«, kar se dejansko nanaša na poškodbo enega od meniskusov. Obstajata dve splošni vrsti poškodb meniskusa: akutna raztrganina (ruptura), ki je pogosto posledica travme ali športne poškodbe, in kronična raztrganina ali obraba. Akutne raztrganine so lahko zelo različne oblike (navpične, vodoravne, radialne, poševne, kompleksne) in velikosti. Pogosto se zdravijo s kirurškim popravilom, odvisno od bolnikove starosti, saj se le redko pozdravijo same. Kronične raztrganine zdravimo simptomatsko, in sicer s fizioterapijo v kombinaciji z injekcijami protivnetnih zdravil ali brez njih. Če raztrganina povzroča nenehno bolečino, otekanje ali disfunkcijo kolena, jo lahko odstranimo ali popravimo kirurško. Nesrečna triada je skupek pogostih poškodb kolena, ki vključuje poškodbo medialnega meniskusa. 

### Konzervativno zdravljenje
Konzervativno zdravljenje je pogosto začetno zdravljenje manjše ali kronične raztrganine, pri kateri se kirurško zdravljenje ne zdi potrebno. Vključuje prilagajanje dejavnosti ali fizioterapijo za krepitev in povečanje obsega gibanja.

### Kirurško zdravljenje
Najpogostejši sta dve vrsti operacije meniskusa. Glede na vrsto in lokacijo raztrganine, bolnikovo starost in zdravnikove želje se poškodovani meniskusi običajno popravijo in delno ali v celoti odstranijo (meniscektomija). Vsaka od obeh vrst operacije ima svoje prednosti in slabosti. Številne raziskave kažejo, da ima meniskus svojo vlogo, zato ga bodo zdravniki, kadar bo to mogoče, poskušali popraviti. Zaradi slabe prekrvitve meniskusa pa je celjenje lahko oteženo. Po tradicionalnih pogledih je poškodovan in nefunkcionalen meniskus najbolje odstraniti, če ni pričakovati zacelitve, vendar je vsaj ena raziskava pokazala, da je meniscektomija omejenega pomena. Nadaljevanje visokointenzivnih dejavnosti je morda nemogoče brez kirurškega posega, saj lahko raztrganina poplesuje in povzroča zaklepanje kolena. 
Po smernicah klinične prakse iz leta 2017 je pri skoraj vseh bolnikih z degenerativno boleznijo kolena operacija močno odsvetovana.

## Etimologija
Izraz meniskus izvira iz grščine μηνίσκος meniskos, kar pomeni polmesec. Beseda se je na splošno uporabljala za ukrivljene stvari, na primer ogrlico ali bojno vrsto.